# Галицька (Тотемський район)
Га́лицька (рос. Галицкая) — присілок у складі Тотемського району Вологодської області, Росія. Входить до складу П'ятовського сільського поселення.

## Населення
Населення — 79 осіб (2010; 84 у 2002).
Національний склад (станом на 2002 рік):
- росіяни — 99 %